# SpongeBob - Un'avventura da pirati
SpongeBob: Un'avventura da pirati (The SpongeBob Movie: Search for SquarePants) è un film del 2025 diretto da Derek Drymon, in uscita nei cinema degli Stati Uniti da Nickelodeon Movies il 19 dicembre 2025.